# Cisterna

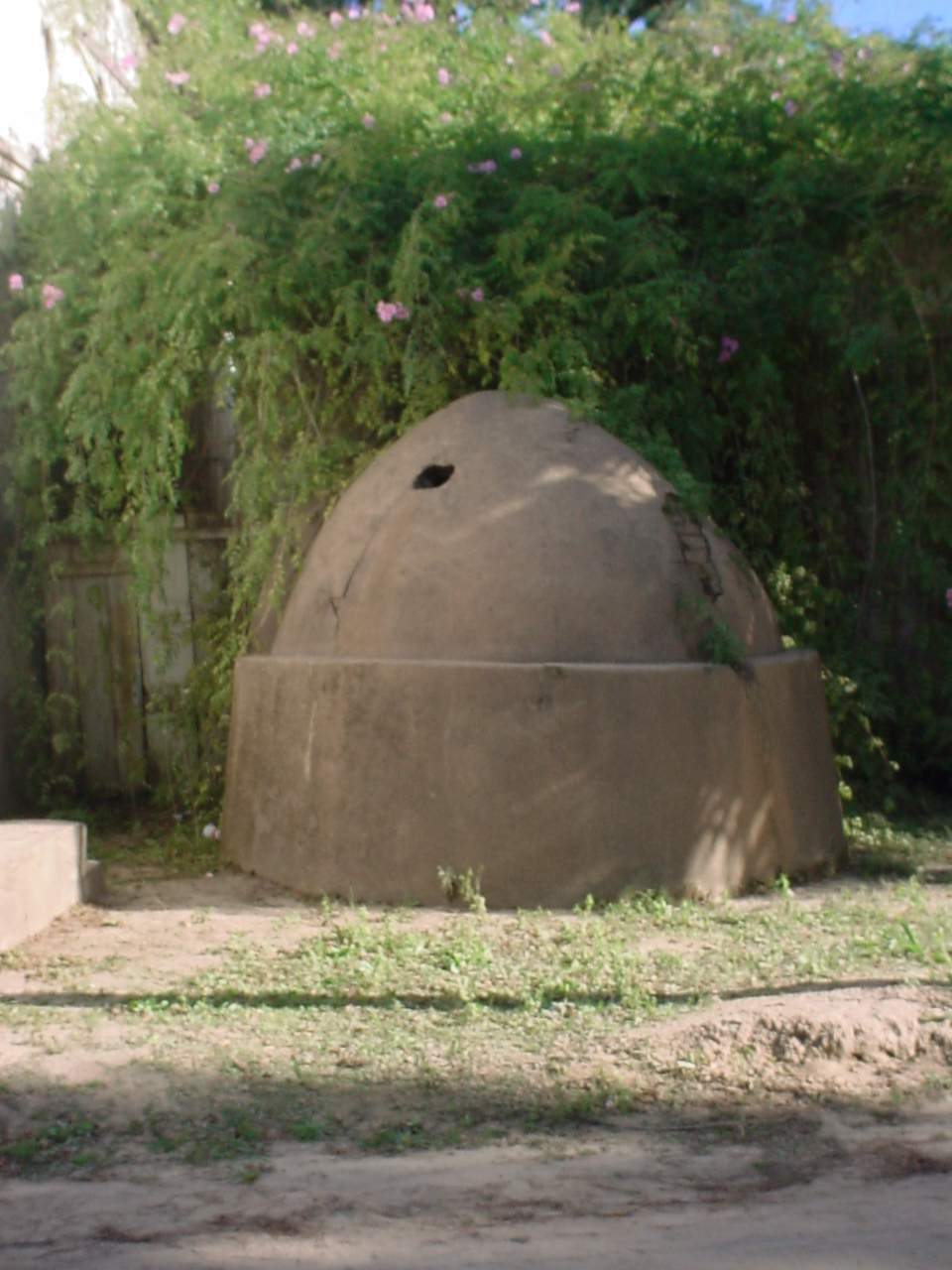
Cisterna do sul do Brasil

Uma cisterna (do latim cisterna) ou algibe é um reservatório de águas pluviais, podendo também ser abastecida com o degelo de neve.
Cisterna vem do latim cisterna mas com estreita ligação a Cister (Cîteaux), primeiro mosteiro da Ordem monástica cisterciense que começa no século XI na França e depois se estende para toda a Europa e mundo afora. Os monges de Cister foram os primeiros a desenvolver processos de drenagem do solo e também criaram locais para armazenamento da água, sendo pioneiros neste quesito. Uma justa homenagem foi feita ao dar o nome de cisterna para esse reservatório de água.
Na arquitectura militar constituía-se em elemento essencial à sobrevivência dos defensores diante de um cerco, especialmente nas regiões de clima equatorial e tropical atingidas pelos europeus a partir da etapa dos descobrimentos marítimos. A cisterna é muito utilizada na Região Nordeste (clima semiárido) do Brasil. A da foto é muito utilizada na Região Sul do Rio Grande do Sul: pelo orifício superior é colocada uma calha para recolher a água da chuva.